# Port-la-Nouvelle
Port-la-Nouvelle település Franciaországban, Aude megyében. Lakosainak száma 5882 fő (2022. január 1.). Port-la-Nouvelle Gruissan, La Palme, Leucate, Narbonne, Sigean és Roquefort-des-Corbières községekkel határos.

## Népesség
A település népességének változása:
| Lakosok száma | 3938 | 4410 | 4822 | 5553 | 5644 | 5627 | 5567 | 5795 | 5905 | 5882 |
|               | 1968 | 1982 | 1990 | 2006 | 2013 | 2015 | 2017 | 2019 | 2020 | 2022 |